# Charles Pahud de Mortanges
Pour les articles homonymes, voir Pahud.
Charles Ferdinand Pahud de Mortanges, né le 13 mai 1896 à La Haye et mort le 8 avril 1971 à Leyde, est un officier et un cavalier néerlandais. Il est quadruple champion olympique d'équitation et une fois médaillé d'argent olympique.
Il est quadruple champion olympique d'équitation et une fois médaillé d'argent olympique. Son palmarès détaillé est le suivant :
- Médaille d'or en concours complet par équipe aux Jeux olympiques d'été de 1924 à Paris ;
- Médaille d'or en concours complet individuel aux Jeux olympiques d'été de 1928 à Amsterdam[1] ;
- Médaille d'or en concours complet par équipe aux Jeux olympiques d'été de 1928 à Amsterdam ;
- Médaille d'or en concours complet individuel aux Jeux olympiques d'été de 1932 à Los Angeles[1] ;
- Médaille d'argent en concours complet par équipe aux Jeux olympiques d'été de 1932 à Los Angeles.

Lors de la Seconde Guerre mondiale, il est fait prisonnier de guerre par la Wehrmacht. Il s'enfuit lors d'un transfert par train en 1943 et rejoint l'Angleterre.